# Bee Scherer
Bee Scherer (* 21. Mai 1971 als Burkhard Scherer) ist deutscher Nationalität und forscht zur Altphilologie, Indologie und Religionsgeschichte.

## Leben
Nach einem Studium der Klassischen Philologie und Indologie an der Westfälischen Wilhelms-Universität Münster wurde Scherer 2002 an der niederländischen Universität Groningen mit einer Studie zur antiken Literatur und Mythologie promoviert. Einschlägige Veröffentlichungen zum Buddhismus und den Weltreligionen folgten. Von 2003 bis 2020 war Scherer an der Canterbury Christ Church University in Großbritannien tätig, zuletzt mit einer Professur für Vergleichende Religionswissenschaft und Gender- und Sexualitätsforschung. Scherers Forschungsschwerpunkte sind die narrative Dimension von Religionen, Religion und Gender sowie Indische Philosophie. Seit 2021 hat Scherer an der Fakulteit Religie en Theologie der Vrijen Universiteit Amsterdam die Professur für das Fachgebiet Buddhismus.
Scherer praktiziert den Buddhismus in der tibetischen Karma-Kagyü-Tradition, widmet sich der Lehre des 17. Karmapas und lehrt in buddhistischen Zentren weltweit. Scherers Forschung beschäftigt sich außerdem kritisch mit der eigenen Tradition, u. a. mit dem Diamantweg von Lama Ole Nydahl.
Scherer gehört der Herausgeberschaft der akademischen Zeitschrift Religion & Gender an und gibt selbst der Buchreihe Queerings Paradigms (Peter Lang) heraus.

## Schriften
- Herausgeberschaft: Meditationstexte des Buddhismus. Herder, Freiburg i. Br. 2011, ISBN 978-3-451-06404-3.
- Herausgeberschaft mit Matthew Ball: Queering Paradigms II: Interrogating Agendas. Lang, New York 2011, ISBN 978-3-0343-0295-1.
- Herausgeberschaft: Queering Paradigms. Lang, Oxford 2010, ISBN 978-3-03911-970-7.
- Herausgeberschaft mit Ludger Scherer: Mythos Helena: Texte von Homer bis Luciano De Crescenzo. Reclam, Stuttgart 2008, ISBN 978-3-15-020163-3.
- Mythos, Katalog und Prophezeiung. Studien zu den Argonautika des Apollonios Rhodios. Steiner, Wiesbaden 2006, ISBN 3-515-08808-3.
- Buddhismus: Alles, was man wissen muss. Gütersloher Verlagshaus, Gütersloh 2005, ISBN 3-579-06412-6 (mit einem Vorwort des Dalai Lama); 2., durchgesehene Auflage 2008, ISBN 978-3-579-06412-3.
- 108 vragen over Boeddhisme. Milarepa, Amsterdam 2003, ISBN 90-805823-6-0.
- Die Weltreligionen: Zentrale Themen im Vergleich. Gütersloher Verlagshaus, Gütersloh 2003, ISBN 3-579-05452-X.
- Het Boeddha basisboekje. Milarepa, Amsterdam 2002, ISBN 90-805823-4-4.
- 99 Fragen zum Buddhismus. Gütersloher Verlagshaus, Gütersloh 2002, ISBN 3-579-01202-9.
- Buddha. Gütersloher Verlagshaus, Gütersloh 2001, ISBN 3-579-00657-6.
- Buddhistische Weisheiten. Kiefel, Gütersloh 2000, ISBN 3-579-05643-3.

Ausgewählte Artikel und Buchbeiträge
- Queer Voices, Social Media and Neo-orthodox Dharma: A Case Study. In: Kathleen O’Mara, Liz Morrish (Hrsg.): Queering Paradigms. Band 3: Bio-Politics, Place, and Representations. Lang, Oxford 2013, S. 145–155.
- Globalizing Tibetan Buddhism: Modernism and Neo-Orthodoxy in Contemporary Karma bKa’ brgyud Organizations. In: Contemporary Buddhism. Band 13, 2012, S. 125–137.
- Nāgārjuna on Temporary Happiness and Liberation: Readings of the Ratnāvalī in India, China, and Tibet. In: Anita Sharma (Hrsg.): Buddhism in East Asia. Vidyanidhi Publishers, Delhi 2012, S. 125–139.
- Vertikale Hierarchie und archaische Sakralität: Zur mythopoësis des Fußes. In: Paragrana: Internationale Zeitschrift für historische Anthropologie 21.1 (2012), S. 129–143.
- Macho Buddhism: Gender and Sexualities in the Diamond Way. In: Religion and Gender 1, S. 85–103 (Zusammenfassung und Download-Link (Memento vom 2. Dezember 2017 im Internet Archive) auf Religion & Gender).
- Interpreting the Diamond Way: Contemporary Convert Buddhism in Transition. In: Journal of Global Buddhism 10, S. 17–48 (PDF).
- Kambala’s Ālokamāla and the Perils of Philology. In: Buddhist Studies Review, 2006.2, S. 121–126.
- Gender transformed and meta-gendered enlightenment: Reading Buddhist narratives as paradigms of inclusiveness. In: Revista de Estudos da Religião – REVER 6.3, 2006, S. 65–76 (online auf pucsp.br).
- Eine neo-orthodoxe Tradition im Umbruch: Lama Ole Nydahl und der Diamantweg. 2018 (erweiterte Fassung von A Neo-orthodox Buddhist Movement in Transition: The Diamond Way, in: E. Gallagher (Hrsg.): Visioning New and Minority Religions: Projecting the Future, Routledge, London 2017, S. 156–165; online auf info-buddhismus.de).